# Let Poland be Poland (TV program)
Let Poland be Poland (Neka Poljska bude Poljska) – televizijski program redatelja Marty Pasetta, u produkciji Američke agencije za međunarodne komunikacije u suradnji s američkim Ministarstvom obrane. Emitirana je 31. siječnja 1982. godine.

## Povijest
Program je pratilo 185 milijuna gledatelja u 50 zemalja svijeta. Audio verzija Glasa Amerike pripremljena je u 39 jezičnih verzija. Program su prenosili i Radio Slobodna Europa, Radio Liberty i Radio France Internationale.
Neka Poljska bude Poljska izvješće je o događajima od 30. siječnja 1982. Ovaj dan je proglašen Međunarodnim danom solidarnosti s Poljskom.
Program je vodio Charlton Heston. U programu su, između ostalih, sudjelovali: Romuald Spasowski, Zdzisław Rurarz, Adam Makowicz, Czesław Miłosz, Mstisław Rostropowicz, Kirk Douglas, Max von Sydow, James Miechner, Henry Fonda, Glenda Jackson, Benny Andersson, Agnetha Fältskog, Anni-Frid Lyngstad, Paul McCartney, Björn Ulvaeus, Orson Welles, Madeleine Albright. Pjesmu "Ever Homeward" (poljski: "Slobodna srca") otpjevao je Frank Sinatra (fragment je otpjevan na poljskom).
Tijekom programa kontaktirani su čelnici zemalja i političari kako bi dali svoje izjave. Bili su, između ostalih: predsjednik Sjedinjenih Država Ronald Reagan, premijerka Ujedinjenog Kraljevstva Margaret Thatcher, premjer Portugala Francisco Pinto Balsemão, kancelar Savezne Republike Njemačke Helmut Schmidt, premijer Islanda Gunnar Thoroddsen, premier Belgije Wilfried Martens, premijer Japana Zenkō Suzuki, premijer Italije Arnaldo Forlani, premijer Norveške Kåre Willoch, premijer Kanade Pierre Trudeau, premijer Turske Bülent Ulusu, premijer Luksemburga Pierre Werner, premijer Španjolske Adolfo Suárez González, predsjednik Francuske François Mitterrand, predsjedavajući Zastupničkog doma Tip O’Neill, vođa većine u Senatu Howard Baker, senator, član senatskog odbora za vanjske poslove Clement Zablocki.
Političari su se fokusirali na kritiku autoritarnih poljskih vlasti i vlasti Sovjetskog Saveza, izrazili potpore poljskom narodu, solidarnost s osobama koje trpe represiju i dali jamstva o pružanja pomoći, uključujući i materijalnu pomoć.
Prenošene su i demonstracije potpore Poljacima iz raznih gradova diljem svijeta: New York, London, Bruxelles, Tokio, Lisabon, Sydney, Washington, Toronto, Chicago.
Naziv programa odnosi se na pjesmu Jana Pietrzaka „Neka Poljska bude Poljska”.
U Poljskoj je ovaj program prvi put emitirala TVP Historia 13 prosinca 2011.

## Vanjske poveznice
- Żeby Polska była Polską (1982 TV Movie) – Let Poland Be Poland u bazi podataka IMDb  (en).
- Ever Homeward: Sinatra Sings in Polish (His Way) (en).
- Let Poland Be Poland - Introduction – Dio programa „Let Poland Be Poland” (en).